# Reformhaus Halle

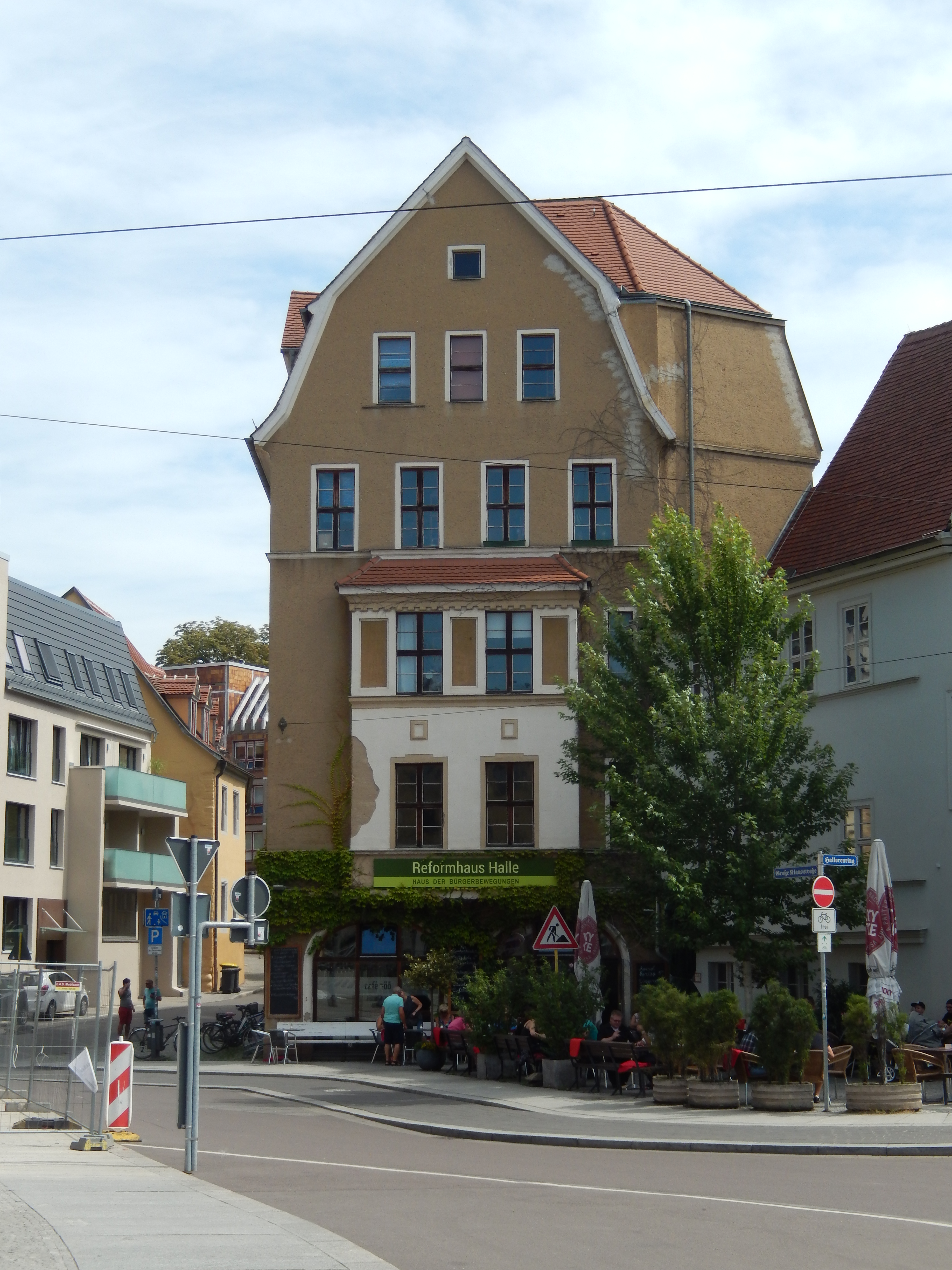
Reformhaus Halle

Das Reformhaus Halle – Haus der Bürgerbewegung – ist Sitz verschiedener Organisationen aus den Bereichen Politik, Umwelt- und Naturschutz, Friedens-, Jugend-, Bildungs- und Flüchtlingsarbeit. Das Haus wird vom Verein Reformhaus Halle e. V. betrieben.

## Geschichte
Seit September 1989 entstanden auch in Halle politisch engagierte Gruppen, wie Neues Forum, Demokratie Jetzt und SDP. Die Treffen fanden fast ausschließlich in Wohnungen oder kirchlichen Räumen statt.
Getrieben durch die Montagsdemonstrationen in der gesamten DDR, erhielten Vertreter des Neuen Forum kurz nach der Zulassung im Oktober 1989 die Zusage, dass den Gruppen ein Haus zur Verfügung gestellt würde.
Nach Renovierungsarbeiten konnte das sogenannte Reformhaus im Januar 1990 von elf Gruppen bezogen werden.
Hier entstand auch die Stattzeitung des Neuen Forum und die Reformzeitung, eine wöchentliche Beilage der politischen Gruppierungen in der damaligen Freiheit.

## Heute vertretene Organisationen im Reformhaus
Unter anderem sind heute auf vier Etagen folgende Organisationen und Büros im Reformhaus vertreten:
- Friedenskreis Halle e. V.
- Greenpeace Gruppe Halle
- Naturschutzbund Deutschland (NABU), Regionalverband
- Neues Forum, Landesgeschäftsstelle Sachsen-Anhalt
- Arbeitskreis Hallesche Auenwälder zu Halle (Saale) e. V. (AHA)
- djo – Deutsche Jugend in Europa, Landesverband Sachsen-Anhalt e. V. (djo)
- Freunde Baschkortostans e. V.
- Unabhängiges Institut für Umweltfragen e. V. (UfU)
- hr.fleischer e.V.
- Jugendnetzwerk Lambda Mitteldeutschland e.V.
- Beratungsstelle für MigrantInnen (LAG)
- Landesverband der Piratenpartei in Sachsen-Anhalt
- Hallesche Störung